# Каменное (озеро, Кандалакшский район)
Каменное (устар. Паезеро) — пресноводное озеро на территории сельского поселения Зареченск Кандалакшского района Мурманской области.

## Общие сведения
Площадь озера — 5,8 км², площадь водосборного бассейна — 362 км². Располагается на высоте 176,7 метров над уровнем моря.
Форма озера лопастная, продолговатая: оно почти на шесть километров вытянуто с северо-запада на юго-восток. Берега изрезанные, каменисто-песчаные, преимущественно возвышенные, местами заболоченные.
Через озеро течёт река Каменная, впадающая в Ковдозеро, через которое протекает река Ковда, впадающая, в свою очередь, в Белое море.
В озере расположено не менее четырёх небольших безымянных островов.
У северо-западной оконечности Каменного проходит автодорога местного значения, т. н. Старая Алакурттинская.
Населённые пункты вблизи водоёма отсутствуют.
Код объекта в государственном водном реестре — 02020000611102000001389.